# (371) Bohemia
(371) Bohemia es un asteroide perteneciente al cinturón de asteroides descubierto el 16 de julio de 1893 por Auguste Honoré Charlois desde el observatorio de Niza, Francia.
Está nombrado por Bohemia, una región del centro de Europa.